# Enjoy Yourself (Kylie Minogue)
Enjoy Yourself è il secondo album della cantante pop australiana Kylie Minogue. Pubblicato nel 1989, l'album ha raggiunto la vetta della classifica inglese bissando il successo del suo predecessore anche a livello internazionale, e da esso sono stati estratti due singoli arrivati anch'essi al numero uno in classifica. Ha venduto in tutto più di 6 milioni di copie nel mondo.

## Descrizione
Il disco viene prodotto dal medesimo team SAW (Stock, Aitken, Waterman), con lo scopo di continuare il successo dell'album precedente. Così fu, Enjoy Yourself ha ottimi riscontri in classifica, va in Top10 europea, aiutato dal singolo Hand On Your Heart che va al numero uno in Inghilterra. I singoli estratti sono Hand On your Heart, Wouldn't Change a Thing, Never Too Late e la singola colonna sonora del film The Delinquents, in cui la cantante è protagonista, Tears On My Pillow che va direttamente alla numero uno inglese.

## Tracce
Testi e musiche di Mike Stock, Matt Aitken e Pete Waterman, eccetto dove indicato.
1. Hand on Your Heart – 3:51
2. Wouldn't Change a Thing – 3:15
3. Never Too Late – 3:27
4. Nothing To Lose – 3:25
5. Tell Tale Signs – 2:27
6. My Secret Heart – 2:53
7. I'm Over Dreaming (Over You) – 3:28
8. Tears on My Pillow – 2:33 (Sylvester Bradford, Al Lewis)
9. Heaven And Earth – 3:47
10. Enjoy Yourself – 3:45

## Formazione
- Kylie Minogue - voce
- Matt Aitken - batteria, chitarra, tastiere
- Ian Curnow - tastiere
- Mike Stock - tastiere, cori
- Mae McKenna - cori
- Miriam Stockley - cori

## Classifiche
| Paese (1988)          | Massima posizione | Certificazioni | Vendite    |
| --------------------- | ----------------- | -------------- | ---------- |
| Irlanda               | 1                 | Gold           | 10,000+    |
| Singapore             | 1                 | Platinum       | 30.000+    |
| Official Albums Chart | 1                 | 4xPlatinum     | 1.200.000+ |
| Grecia                | 2                 | —              | —          |
| Australia             | 3                 | 4xPlatinum     | 300.000+   |
| Belgio                | 3                 | —              | —          |
| Norvegia              | 4                 | —              | —          |
| Giappone              | 5                 | Platinum       | 400.000+   |
| Nuova Zelanda         | 7                 | Gold           | 10.000+    |
| Spagna                | 10                | Gold           | 65,000+    |
| Danimarca             | 10                | —              | —          |
| Svizzera              | 13                | Gold           | 25.000+    |
| Germania              | 33                | —              | —          |
| Svezia                | 33                | —              | —          |